# Bok bez kostí

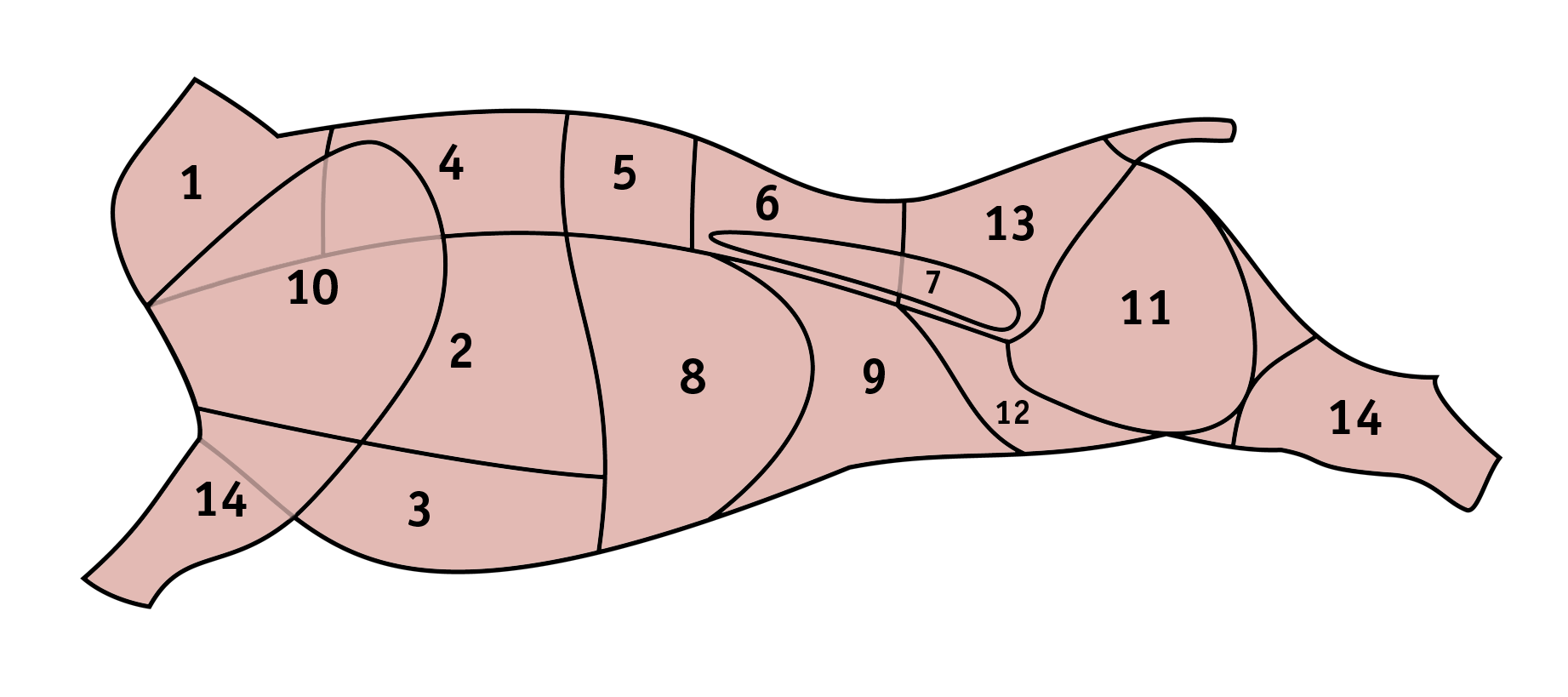
Schematické znázornění dílů hovězího masa - bok bez kostí je pod číslem 9

Bok bez kostí, též hovězí pupek, je část zadní čtvrtě jatečně opracované půlky jatečného skotu, tvořený hlavně svalovinou břišní stěny bez kostního podkladu. Hlavní podíl masa tvoří šikmé břišní svaly, dále příčný (m. transverus abdominis) a přímý sval břišní (m. rectus abdominis). U skotu o živé hmotnosti 500 kg činí hmotnost boku bez kostí v jatečné půlce průměrně 4,9 kg.